# Augustin Normand
Jacques Augustin Normand, född 4 oktober 1839, död 11 december 1906, var en fransk skeppsbyggare och industriman.
Normands konstruktioner, särskilt av pannor och maskinerier bidrog starkt till utvecklingen omkring sekelskiftet av de snabbgående torpedbåtarna.